# 1870
1870 (MDCCCLXX) fue un año común comenzado en sábado según el calendario gregoriano.

## Acontecimientos

### Enero
- 1 de enero: Los planos del Puente de Brooklyn se finalizan.
- 2 de enero: en Francia, la dictadura de Napoleón III se convierte en monarquía constitucional.
- 3 de enero: en Nueva York (Estados Unidos) empieza la construcción del Puente de Brooklyn.
- 4 de enero: en Buenos Aires (Argentina), el militar Bartolomé Mitre saca a la venta la primera edición de su diario La Nación.
- 6 de enero: en Viena, (Imperio austrohúngaro), es inaugurado el Musikverein.
- 7 de enero: en Haití, el presidente Sylvain Salnave es fusilado por rebeldes durante una sublevación.
- 10 de enero: en Estados Unidos, John D. Rockefeller funda la Standard Oil.
- 23 de enero: en Montana, Estados Unidos, la caballería estadounidense mata a 173 indios indígenas (en la mayoría niños y mujeres).
- 26 de enero: Virginia es reincorporada a los Estados Unidos.
- 28 de enero: desde el puerto de Halifax, Nueva Escocia, Canadá, zarpa hacia Liverpool, Reino Unido, el crucero SS City of Boston, el cual más tarde desaparece sin ningún rastro con 191 personas a bordo.

### Febrero
- 2 de febrero: se revela que el Gigante de Cardiff solo es yeso cincelado.
- 3 de febrero: 
  - Víctor Manuel II (rey de Italia), rechaza la corona de España para su sobrino, Tomás Alberto de Saboya.
  - Entra en vigor la Decimoquinta Enmienda a la Constitución de los Estados Unidos, la cual establece que los gobiernos en los Estados Unidos no pueden impedir a un ciudadano votar por motivo de su raza, color, o condición anterior de servidumbre (esclavitud).
- 12 de febrero: en el Territorio de Utah, las mujeres ganan el derecho al voto.
- 23 de febrero: Misisipi es reincorporado a los Estados Unidos.
- 26 de febrero: en Hamburgo se crea el Commerzbank.
- 27 de febrero: Japón oficializa su bandera.

### Marzo
- 1 de marzo: en el combate de Cerro Corá (Paraguay) es asesinado el presidente constitucional Francisco Solano López. Finaliza la Guerra de Paraguay (1864-1870).
- 19 de marzo: Georg August Schweinfurth es el primer europeo en llegar al río Uele, en el África Central.
- 30 de marzo: en el fuerte Sarmiento (actual ciudad argentina de Río Cuarto), el coronel Lucio V. Mansilla parte en una expedición pacífica de 18 días hasta las tierras del cacique ranquel Mariano Rosas. Dos meses después publicará ese relato como Una excursión a los indios ranqueles.

### Abril
- 11 de abril: 
  - En el Palacio San José, asesinan al general Justo José de Urquiza.
  - En la Provincia de Sichuan (China) se registra un devastador terremoto de 7,3 que deja entre 2.000 y 5.000 muertos.
- 24 de abril: la Ciudad del Vaticano durante el Concilio Vaticano I se aprueba la constitución dogmática Dei Filius.
- 27 de abril: en Venezuela se adueña del poder el general Antonio Guzmán Blanco.

### Mayo
- 14 de mayo: Victoria Woodhull y su hermana Chaflin usan el dinero que habían obtenido en la bolsa para fundar un periódico, bajo el nombre de Woodhull & Claflin's Weekly.
- 28 de mayo: Ludvig Holstein-Holsteinborg es primer ministro de Dinamarca.

### Junio
- 14 de junio: en Sonora (México), Julián Escalante y Moreno deja el cargo como gobernador.
- 18 de junio: en España se aprueba la Ley del Indulto.
- 20 de junio: en Paraguay se firma el protocolo que pone fin a la Guerra de la Triple Alianza.
- 25 de junio: la reina Isabel II abdica del trono español.

### Julio
- 5 de julio: en El Salvador se funda la Biblioteca Nacional de ese país centroamericano.
- 15 de julio: 
  - El Reino de Prusia ordena la movilización.
  - Georgia como el último estado de los Estados Confederados de América se une a la Unión.
- 18 de julio: proclamación del dogma de la infalibilidad del papa durante el Primer Concilio Vaticano.
- 19 de julio: Francia declara la guerra a Prusia. Inicio de la guerra franco-prusiana (1870-1871).

### Agosto
- 2 de agosto: encuentro en Saarbrücken: un número excesivo de las fuerzas Prusianas fueron obligadas a retroceder por los soldados del II y III Cuerpo Francés.
- 4 de agosto: las tropas de Prusia entran en Alsacia.

### Septiembre
- 1 de septiembre: en Francia capitulan las tropas de Patrice de Mac-Mahon y capturan a Napoleón III en la batalla de Sedán.
- 4 de septiembre: en Francia se proclama la Tercera República.
- 9 al 18 de septiembre: en Francia, las tropas prusianas forman el sitio de París.
- 12 de septiembre: en Uruguay se inicia la Revolución de las Lanzas, liderada por el caudillo Timoteo Aparicio en contra del gobierno de Lorenzo Batlle.
- 20 de septiembre: en Italia, las tropas de Unificación italiana entran en Roma, finalizando las luchas por la unidad de Italia.
- 28 de septiembre: en Argentina, se crea el Departamento de Agronomía perteneciente al Colegio Nacional de Tucumán. Actual Escuela de Agricultura y Sacarotecnia de la Universidad Nacional de Tucumán.

### Octubre
- 2 de octubre: en Roma se realiza un plebiscito para consultar si se anexiona la ciudad a Italia. Gana el sí por 133 681 votos contra 1507.
- 6 de octubre: Roma se convierte en la capital de la Italia unificada.
- 7 de octubre: En París, Léon Gambetta sobrevuela la ciudad con un globo aerostático.
- 20 de octubre: Un terremoto de 6,6 sacude la provincia canadiense de Quebec matando a 6 personas.
- 29 de octubre: la Tanquian de Escobedo (San Luis Potosí, México) se eleva a la categoría de municipalidad el pueblo de Tanquian, por el general Mariano Escobedo, quien fuera el gobernador del estado de San Luis Potosí.

### Noviembre
- 8 de noviembre: en la provincia de Misiones (Argentina) se funda la villa Trincheras de San José, que se convertirá en la ciudad de Posadas, capital de la provincia.
- 15 de noviembre: 
  - En Colombia se funda el Banco de Bogotá, el más antiguo de ese país.
  - Empiezan las competiciones deportivas de la segunda edición de los Juegos Olímpicos de Zappas, el primer intento de resucitar los antiguos juegos olímpicos; en estos juegos participaron solo nacionales griegos.
- 16 de noviembre: en España, Amadeo de Saboya es proclamado rey.
- 20 de noviembre: en Italia desaparecen los Estados Pontificios.

### Diciembre
- 8 de diciembre: el papa Pío IX declara a San José como patrón de la Iglesia universal.
- 15 de diciembre: en Sonora (México), Julián Escalante y Moreno vuelve a tomar posesión como gobernador.

## Arte y literatura
- Se publica Impresiones de la guerra de Sully Prudhomme.
- José Zorrilla: El encapuchado.
- Benito Pérez Galdós: La Fontana de Oro, su primera novela

## Música
- Léo Delibes: Coppelia (ballet).
- Richard Wagner: La Valquiria (ópera).

## Ciencia y tecnología
- 19 de abril: Alphonse Borrelly descubre el asteroide (110) Lydia.
- Pasteur: Las enfermedades del gusano de seda.
- Charles Douglas afirma haber observado dos águilas de Haast en Nueva Zelanda.

## Nacimientos

### Enero
- 2 de enero: Ernst Barlach, escultor alemán (f. 1938).
- 3 de enero: Henry Handel Richardson, escritora australiana (f. 1946).
- 7 de enero: Enrique Chicote, actor español (f. 1958).
- 8 de enero: Miguel Primo de Rivera, militar y dictador español entre 1923 y 1930 (f. 1930).

### Febrero
- 7 de febrero: Alfred Adler, médico y psicoterapeuta austriaco (f. 1937).
- 23 de febrero: Sofía Martins de Sousa, pintora portuguesa (f. 1960).

### Marzo
- 20 de marzo: Paul von Lettow-Vorbeck, militar alemán (f. 1964).

### Abril
- 22 de abril: Lenin (Vladímir Ilich Uliánov), dirigente revolucionario ruso (f. 1924).

### Junio
- 13 de junio: Jules Bordet, médico belga, premio nobel de medicina en 1919 (f. 1961).
- 20 de junio: Miguel Yuste, clarinetista español (f. 1947).
- 20 de junio: Ignacio Zuloaga, pintor español (f. 1945).
- 21 de junio: 
  - Julio Ruelas, pintor y grabador simbolista mexicano (f. 1907).
  - Clara Immerwahr, química alemana (f. 1915).
- 28 de junio: José María Gabriel y Galán, poeta español (f. 1905).

### Agosto
- 10 de agosto: Antonia Navarro Huezo, una ingeniera topográfica y maestra salvadoreña (f. 1891).
- 27 de agosto: Amado Nervo, poeta mexicano (f. 1919).
- 31 de agosto: María Montessori, médica y pedagoga italiana (f. 1952).

### Septiembre
- 7 de septiembreː Regina de Lamo, escritora, periodista e intelectual española (f. 1947)
- 21 de septiembre: Sascha Schneider, pintor e ilustrador alemán (f. 1927).
- 22 de septiembreː Charlotte Cooper, tenista británica (f. 1966)
- 24 de septiembre: Georges Claude, químico, físico e inventor francés (f. 1960).
- 30 de septiembre: Jean Perrin, físico y químico francés, premio nobel de física en 1926 (f. 1942).

### Octubre
- 10 de octubre: Iván Alekseyevich Bunin, escritor ruso, premio nobel de literatura en 1933 (f. 1953).

### Noviembre
- 9 de noviembre: Carlos Padrós, político, empresario y dirigente deportivo español (f. 1950).
- 27 de noviembre: Juho Kusti Paasikivi, político finlandés, presidente entre 1946 y 1956 (f. 1956).

### Diciembre
- 9 de diciembre: Francisco Carvajal, presidente mexicano (f. 1932).
- 15 de diciembre: Josef Hoffman, arquitecto austrocheco (f. 1956).
- 18 de diciembre: Hector Hugh Munro, dramaturgo británico (f. 1916).
- Virginia Bolten, militante y periodista anarquista y feminista argentina (f. 1960). Posiblemente nació el 26 de diciembre de 1876.
- 31 de diciembre: Sodimejo, una de las personas más longevas de la historia (f. 2017).

### Fechas desconocidas
- Macario Sakay y León, presidente filipino (f. 1907).
- Lizzie Caswall Smith, fotógrafa y sufragista británica (f. 1958).

## Fallecimientos

### Enero
- 3 de enero: Javier de Ramírez, dramaturgo español.

### Febrero
- 11 de febrero: Carlos Soublette, militar, político y presidente venezolano (n. 1789).

### Marzo
- 1 de marzo: Mariscal Francisco Solano López, presidente paraguayo(n. 1827).
- 1 de marzo: Coronel Juan Francisco López, militar paraguayo(n. 1855).
- 18 de marzo: Isidoro Máiquez, actor español (n. 1768).
- 18 de marzo: Joaquín Gaztambide, compositor español (n. 1822).

### Abril
- 11 de abril: Justo José de Urquiza, presidente argentino (n. 1801).

### Junio
- 9 de junio: Charles Dickens, escritor y novelista británico (n. 1812).
- 20 de junio: Jules de Goncourt, escritor francés (n. 1830).

### Septiembre
- 23 de septiembre: Valeriano Domínguez Bécquer, pintor e ilustrador español (n. 1833).

### Noviembre
- 19 de noviembre: Juan Rico y Amat, poeta, historiador político, periodista y dramaturgo.
- 24 de noviembre: Conde de Lautréamont (Isidore Ducasse), poeta francés de origen uruguayo.
- 30 de noviembre: Enrique Martínez, militar argentino en Chile y Perú (n. 1789).

### Diciembre
- 5 de diciembre: Alexandre Dumas padre, escritor y dramaturgo francés.
- 13 de diciembre: Pascual Madoz Ibáñez, intelectual, político y escritor español (n. 1806).
- 17 de diciembre: Saverio Mercadante, compositor italiano (n. 1795).
- 22 de diciembre: Gustavo Adolfo Bécquer, escritor español (n. 1836).
- 27 de diciembre: Juan Prim, general y presidente español (n. 1814).